# Волфганг фон Трипс
Волфганг Александър Граф Берге фон Трипс (на немски: Wolfgang Alexander Albert Eduard Maximilian Reichsgraf Berghe von Trips) е немски пилот от Формула 1. Роден е на 4 май 1928 г. в Кьолн, Германия.
Дебютира на 2 септември 1956 и участва в 29 състезания. Спечелил е 2 състезания, има една пол позиция и 6 подиума. Спечелил е общо 56 точки.
На 10 септември 1961 се състезава на Монца със своето Ферари. По време на втората обиколка, след удар в колата на Джим Кларк, автомобилът на фон Трипс излиза от пистата и се удря в загражденията. Пилотът загива заедно с 14 души от публиката.